# Párkány (település)
Párkány (szlovákul: Štúrovo kiejtéseⓘ, németül: Gockern) város Szlovákiában, a Nyitrai kerület Érsekújvári járásában.

## Fekvése
Esztergommal átellenben, a Duna bal partján fekszik. A város és határa a Duna menti alföld délkeleti csücskében helyezkedik el, a Garami és Ipolyi lösztábla törésvonalának mezsgyéjén.
A várostól északkeletre a Kovácspataki-hegyek (szlovák nevén 'Burda') vulkanikus sziklái találhatók, melynek legmagasabb csúcsa a 395 m magas Keserős-hegy. A várost északnyugaton a Hegyfarok természetvédelmi terület, a helyiek bortermelő területe határolja.
Az éves átlaghőmérséklet +10,8 °C, mérsékelt szélviszonyok uralkodnak. A Duna, a Garam és az Ipoly kedvező hatást gyakorolnak a helyi mikroklímára.

## Nevének eredete
Egyes feltételezések szerint a Ptolemaiosz 2. századi Geógraphiké hüphégészisz (Bevezetés a föld feltérképezésébe) című művében említett „Parka” (Πάρκα iii. 7. § 2) nevű jazig település a mai Párkány helyén feküdt, az azonosítás azonban bizonytalan. A települést a török idők előtt Kakath és Parkan néven is említik. A Kakath név a kakas főnévből származik. A törökök a települést elfoglalva várat (castellum) építettek itt és a Dsigerdelen Parkan (= zsigerlyukasztó erőd, vagyis az ellenség májába lyukat fúró vagy ékelődő erőd) nevet adták neki.
A modern etimológia szerint a török parkan szó viszont a német eredetű régi magyar, „elővár” jelentésű párkány átvétele, és így közeli rokonságban van a köznapi értelemben vett „párkány” szóval. Valószínű, hogy végső soron azonos a perzsa nyelvből származtatott „barbakán” szóval.
1948-ban a csehszlovák kormányzat a szlovák nemzeti mozgalom vezetőjéről, Ľudovít Štúrról szlovákul Štúrovonak nevezte el (korábban Parkan volt a szlovák neve) – jóllehet Štúr Lajos sohasem járt Párkányban. Szlovák hírességekről elsősorban magyarlakta települések kaptak új nevet, például: Bős → Gabčíkovo, Cseklész → Bernolákovo, Dénesd → Jánošíková, Diószeg → Sládkovičovo, Gúta → Kolárovo, Gútor → Hamuliakovo, Ógyalla → Hurbanovo, Pered → Tešedíkovo, Salgó → Svätoplukovo, Szap → Palkovičovo (azóta visszavonták), Szete → Kubáňovo, Tornalja → Šafárikovo (azóta visszavonták), Tótmegyer → Palárikovo, Ürmény → Mojmírovce. Párkány szlovák nevéről (is) szóló és az ehhez kapcsolódó viták a rendszerváltástól napjainkig feszültséget okoznak a magyar többség és a szlovák kisebbség között.

## Története
A hely kiváló fekvése okán már az őskorban benépesült. Ezt bizonyítja a város délkeleti határában, a 2012 után ipari parkká és kikötővé alakult egykori papírgyár területén feltárt hatalmas kiterjedésű újkőkori település is. A római korban Anavum néven a Limes egyik hídfője volt e helyen. Marcus Aurelius császár ezen a tájon – a Garam mellett – írta Elmélkedések című első könyvét a kvádok ellen vívott háború idején.
A garamszentbenedeki apátság 1075-ből származó – I. Géza király által kiadott – alapítólevele az első középkori írásos emlék, amely a helyet "Kakath" néven említette. Ekkor néhány révész és halász lakta az átkelőhelyet. 1189-ben a Német-római Birodalom császára – Barbarossa Frigyes – vert tábort Kakathon, útjában a Szentföld felé. 1337-ben Csanád esztergomi érsek a falu tizedének negyedét (a pap részének kivételével) az esztergomi Szent György mártír prépostságnak adományozta. 1403-ban Zsigmond több más faluval együtt, mint az esztergomi érsekség birtokait a lázadások miatt lefoglalta.
A középkori Kakath falu területén a török 1546-ban emelt várat, a császári hadak először 1595-ben foglalták el, de a török 1605-ben visszafoglalta. 1662. augusztus 7-én határában támadta meg Forgách Ádám érsekújvári kapitány az ellene induló török előhadat, de súlyos vereséget szenvedett. 1683. október 9-én a párkányi csata során Sobieski lengyel serege szabadította fel, a várat lerombolták, nyoma sem maradt. 1685-ben is hadi tábor volt Párkány mellett.
Helyi hagyomány szerint 1546-tól, tehát a török hódoltság kezdetétől tartanak vásárokat. Vásártartási kiváltságlevelet 1724-ben kapott a település III. Károly királytól, amely évi négy országos vásár (Szent György, Szent Bertalan, Szent Simon és Júda, valamint Szent Luca napjain) megtartását engedélyezte Párkányban. A századok múltával ezekből csupán a híres Simon-Júda napi vásárok hagyománya maradt fenn egészen napjainkig.
1850-ben átadták rendeltetésének a Magyar Középponti Vasút Vác-pozsonyi szakaszát, amely Párkányon haladt keresztül, majd annak innen elágazó szárnyvonalait Léva és Ipolyság felé. Az 1895-ben átadott Mária Valéria híd által Párkány igazi, nagy forgalmú közlekedési csomóponttá vált. A híd változást hozott a város életébe, az Esztergommal való elemi egymásra utaltság nyitott számtalan lehetőséget mindkét város és környéke számára.
A trianoni békeszerződésig Esztergom vármegye Párkányi járásának székhelye volt.
1919 május végén és június 1-én a Tanácsköztársaság katonái kétszer is elfoglalták Párkányt és Nánát.
A város, különösen a Mária Valéria híd 2001-es újjáépítése, valamint Magyarország schengeni egyezményhez történt 2007-es csatlakozása, a határellenőrzés eltörlése óta, szorosan kapcsolódik Magyarországhoz. A híd átadását követően a város környékének addigi 24%-os munkanélküliségi rátája a felére csökkent. A 2020-as években a bevásárlóturizmus élénkült meg. Párkányban mindenütt érvényesül a kétnyelvűség az utcai feliratokon; a hétköznapi életben a magyar nyelv használata az elsődleges.

## Népessége
| Év:            | 1994.  | 2004.    | 2014.   | 2024.    |
| -------------- | ------ | -------- | ------- | -------- |
| Emberek száma: | 13 512 | 11 290   | 10 568  | 9322     |
| Eltérés:       |        | -16,44 % | -6,39 % | -11,79 % |

| Év:            | 2023. | 2024.   |
| -------------- | ----- | ------- |
| Emberek száma: | 9361  | 9322    |
| Eltérés:       |       | -0,41 % |

1910-ben 3079 lakosából 3016 magyar (97,95%) anyanyelvű volt.
1991-ben 13 347 lakosából 9804 magyar (73,46%), 3310 szlovák (24,8%), 172 cseh és 30 cigány volt.
2003-ban 11 410 lakosából 8049 magyar (70,55%), 3294 szlovák (28,9%), 137 cseh (1,2%) és 40 cigány volt. 9037-en római katolikus vallásúak.
2011-ben 10 919 lakosából 6624 magyar, 2930 szlovák, 90 cseh, 21 cigány, 30 egyéb és 1202 ismeretlen nemzetiségű volt.
2021-ben 9777 lakosából 6299 (+263) magyar, 2688 (+231) szlovák, 7 (+21) cigány, 2 (+2) ruszin, 134 (+12) egyéb és 647 ismeretlen nemzetiségű volt.

## Oktatás

### Alapiskolák
- Párkányi Ady Endre Magyar Tanítási Nyelvű Alapiskola
- Párkányi Adyho 6 Szlovák Tanítási Nyelvű Alapiskola
- Párkányi Liszt Ferenc Művészeti Alapiskola (zenei és képzőművészeti tagozatokkal)
- Speciális Alapiskola

A magyar tannyelvű alapiskolát 664 diák, a szlovák tannyelvűt 507 diák látogatta a 2019/20-as tanévben.

### Középiskolák
- Gimnázium (4 osztályos, magyar illetve szlovák tannyelvű) – https://web.archive.org/web/20070827113516/http://www.gymn-sturovo.sk/
- Egyesített Középiskola (magyar illetve szlovák tannyelvű) – http://www.soupst.sk/
- Kereskedelmi Magánakadémia (magyar illetve szlovák tannyelvű) – http://www.1soa-sturovo.sk/

## Nevezetességei
- A várost Esztergommal összekötő hajóhidat 1842-ben Kopácsy József esztergomi érsek állíttatta, a helyére épített Mária Valéria-hidat 1944-ben a visszavonuló németek felrobbantották. A hidat magyar-szlovák államközi egyezmény eredményeként 2000–2001 között építették újjá.
- A nyári hónapokban több ezer vendég számára biztosít pihenést Szlovákia egyik legnagyobb termálfürdője (nyolc szabadtéri és fedett medencével), a város északi részén 24 hektáron elterülő Vadas termálfürdő. Az 1973-ban elkezdődött kútfúrási munkálatok 39,7 °C hőmérsékletű termálvizet tártak fel.
- Nevezetességei közé tartozik a Fő utcában évente megrendezett Simon-Júda-vásár. Az utóbbi évtizedekben a híres párkányi őszi nagy vásár ismét vonzóvá vált: Magyarországról is sokan látogatják, Esztergomon kívül, hanem távolabbi vidékekről is. Egyre több a büfésátor, a szórakozási lehetőség, az igényes kézműves és népművészeti munkákat kínáló árus.
- III. János lengyel király bronz lovasszobra. A szobor másfél évtizedes szervezőmunka eredményeként jött létre, melynek kezdetei Barta Gyula képzőművész és Bartusz Gyula nevéhez fűződnek. A közadakozásból emelt emlékművet a párkányi csata 325. évfordulóján, 2008 októberében avatták fel. A lengyel honvédelmi miniszter 2009-ben Arany Érdeméremmel, a külföldieknek adományozható legmagasabb honvédelmi kitüntetéssel tisztelte meg a Sobieski-szoborbizottság elnökét, Dániel Erzsébetet.[20]
- Párkányi Városi Múzeum: várostörténeti és néprajzi gyűjtemény, időszaki kiállítások.

## Híres emberek
- Itt született 1795. május 27-én Balás Teofil Ferenc, Benedek rendi szerzetes, gimnáziumigazgató.
- Itt született 1895-ben Istvánffy Edvin gépészmérnök, egyetemi tanár.
- Itt született 1908-ban Nagy Ferenc Kossuth-díjas magyar kémikus.
- Itt született 1913. január 23-án és itt hunyt el 1998-ban Zahovay Ernő zeneszerző, előadóművész.
- Itt született 1922-ben és itt hunyt el 2008-ban Barta Gyula képzőművész.
- Itt született 1933. március 25-én és itt alkot Lábik János festőművész.
- Itt született 1937. október 22-én Kocsis Ernő festőművész.
- Párkánynánán született 1946. március 21-én Janiga József felvidéki magyar festő, grafikus, illusztrátor, pedagógus, „a Csallóköz festője”.
- Itt született 1947. június 15-én Peter Romsauer régészprofesszor.
- Itt született 1963-ban Juhász R. József író, költő, előadóművész, multimediális művész, kultúra- és művészetszervező.
- Itt született 1966. június 28-án Hajtman Béla szlovákiai magyar irodalmár, a lévai egyházi gimnázium igazgató tanára.
- Itt született 1966-ban Smidt Róbert fafaragó.
- Itt született 1984. augusztus 6-án Tóth Zsanett szlovák válogatott kézilabdakapus.
- Itt született 1985-ben Kadarkai Endre (Párkány, 1985. február 8.[2] –) magyar televíziós műsorvezető, riporter.
- Itt született 1994-ben Szurcsík Ádám magyar színész.

- Itt szolgált Koron Imre (1762-1800) plébános.
- Itt szolgált Majer Imre (1865–1936) pápai prelátus, bélai címzetes apát, apát-plébános.
- Itt szolgált Vércse Miklós (1932-2021) tanító, műfordító, helytörténész.

- Itt hunyt el 1663. augusztus 9-én Esterházy György szendrői címzetes püspök.

- Dr. Wertner Mór a 19–20. század fordulójának magyar történész-genealógusa 1908–21 között Párkányban élt és alkotott.
- Innen indult a magyar ifjúsági irodalom klasszikusa, Sebők Zsigmond, akinek Dörmögő Dömötöre sok nemzedék alapolvasmánya volt.
- Itt tanult Fóthy János (1938) állatorvos, élelmiszer-higiénikus, helytörténeti író.

## Testvérvárosai
- Esztergom, Magyarország
- Bruntál, Csehország
- Castellarano, Olaszország
- Barót, Románia
- Törökbecse, Szerbia
- Melbourne, Ausztrália

## Képtár

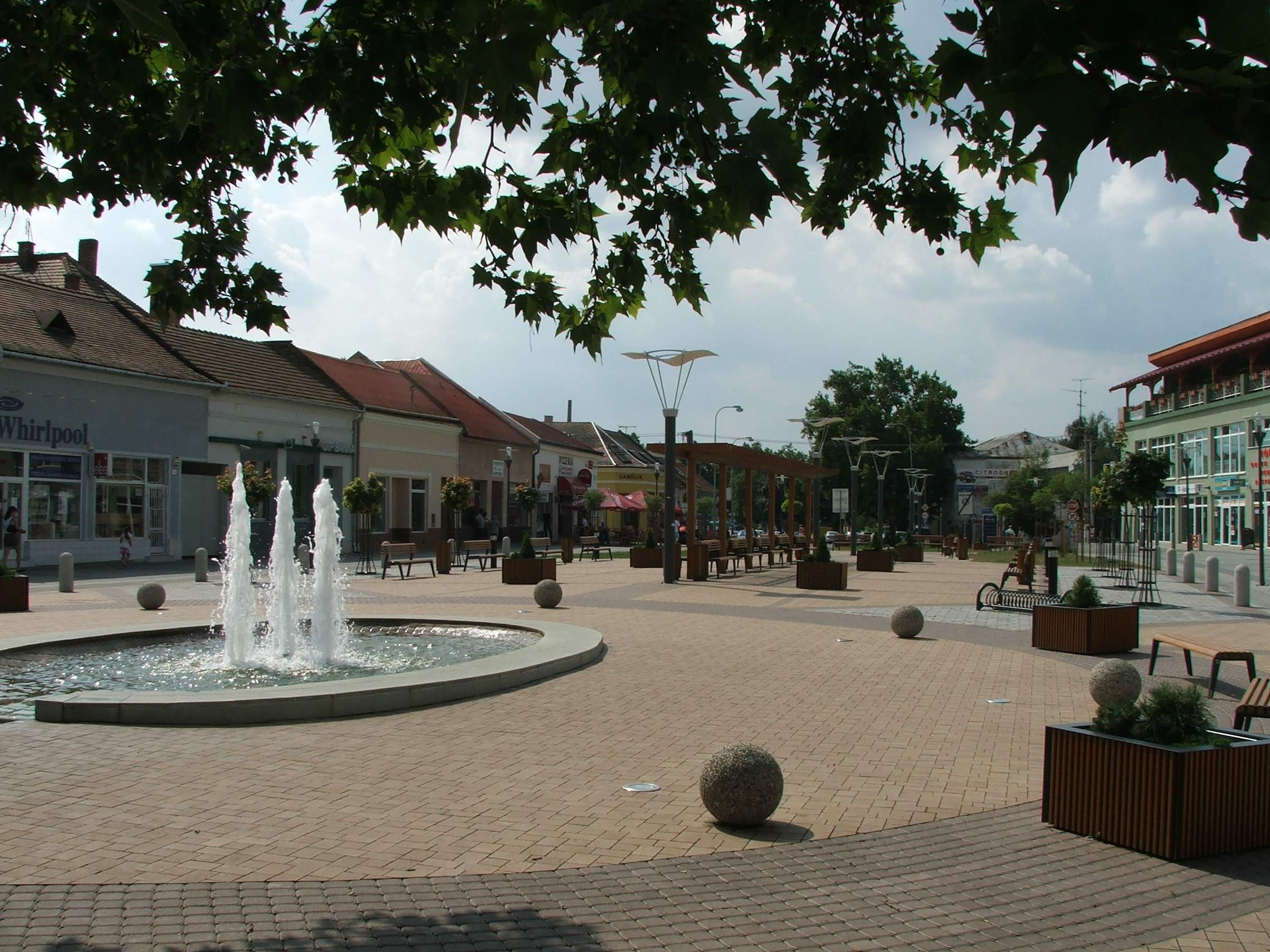
A 2005-ben sétatérré átépített Fő utca
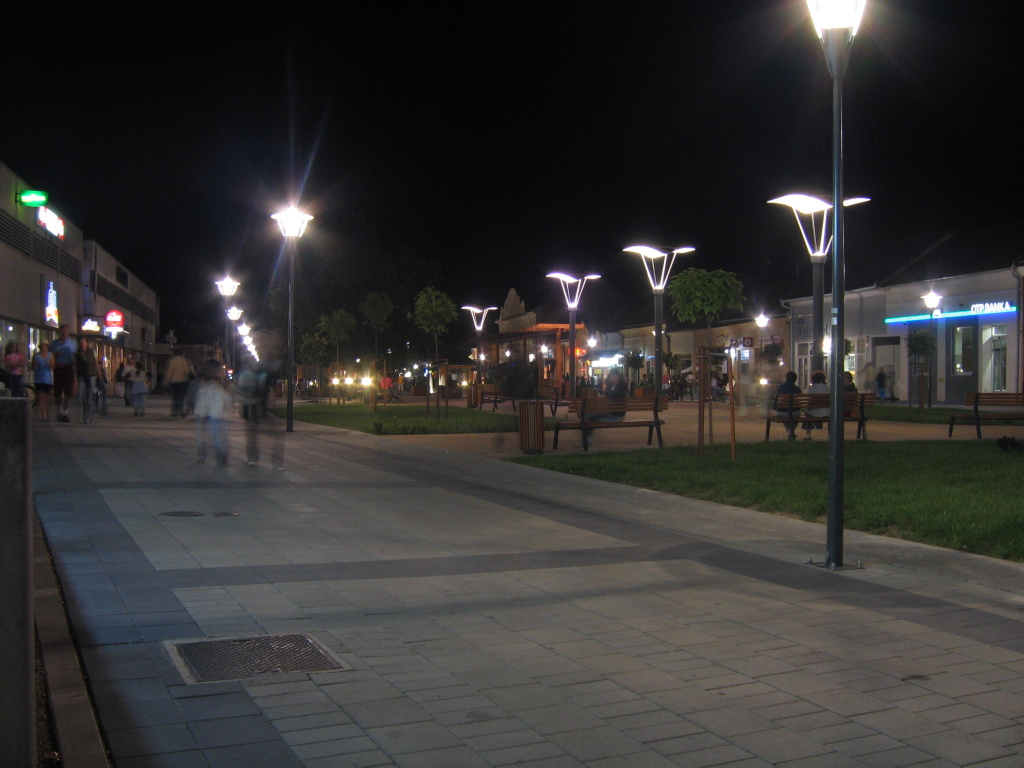
A Fő utca éjszaka
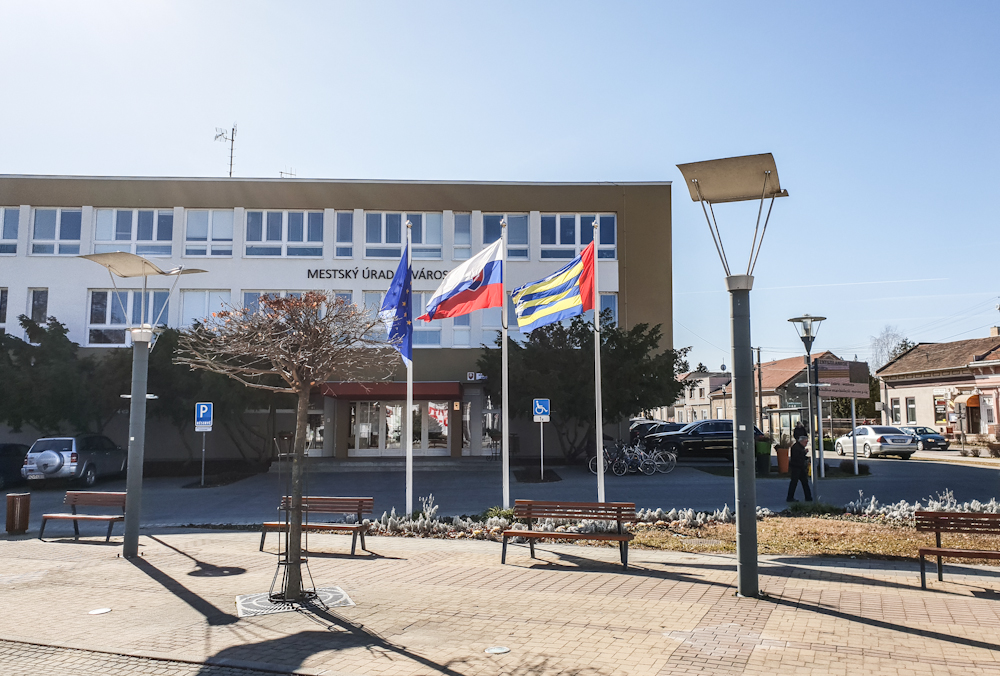
A párkányi városháza (hivatalos nevén Városi Hivatal), előtte többek között a település zászlajával
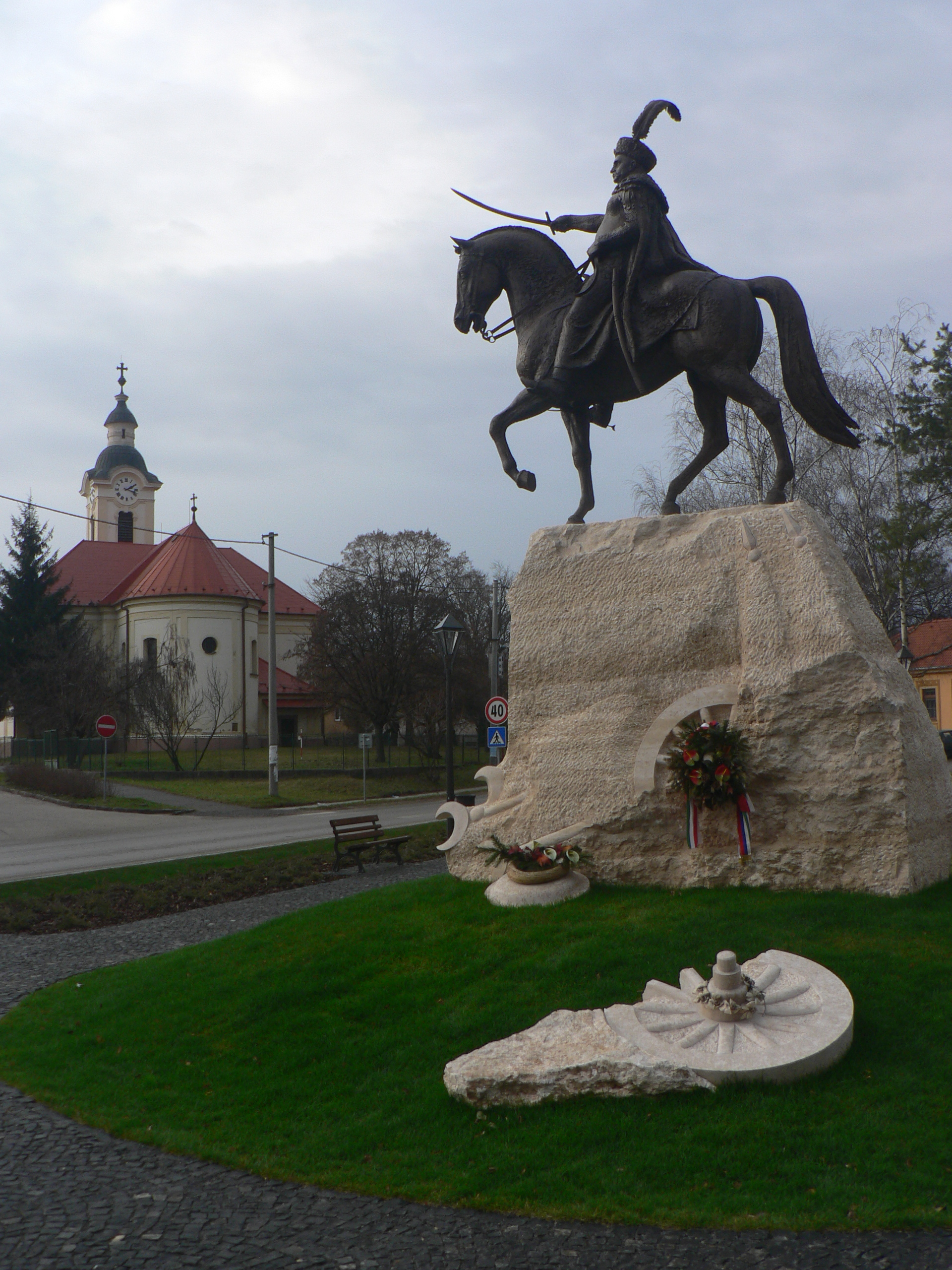
III. János lengyel király szobra a párkányi csata 325. évfordulóján (Alkotók: Győrfi Lajos, Varga Imre, Bácsi Lajos)
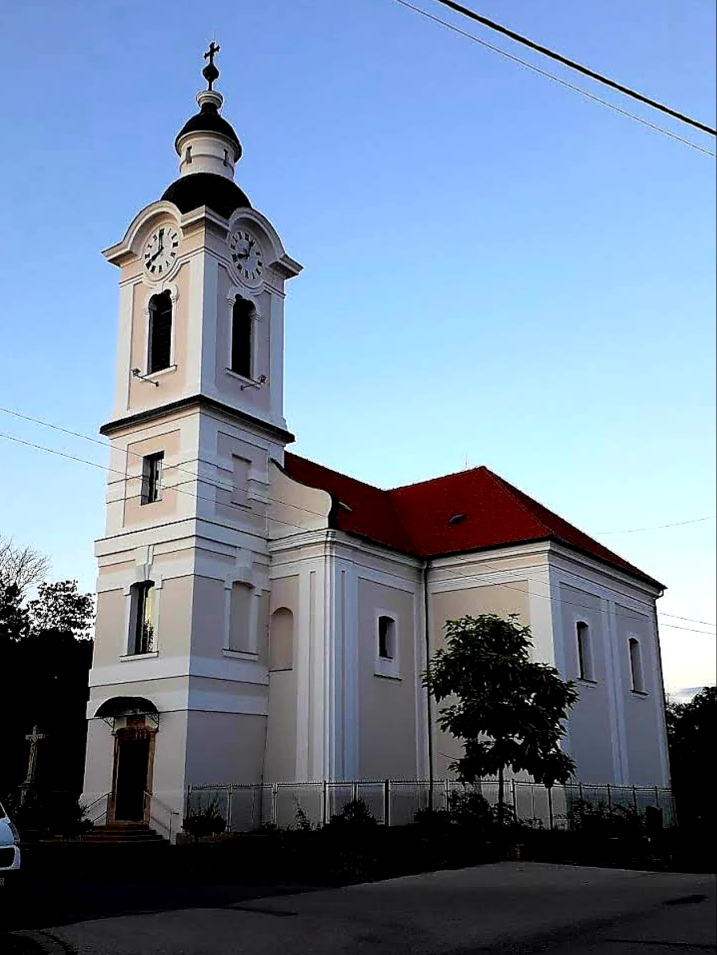
Árpád-házi Szent Imre herceg római katolikus templom
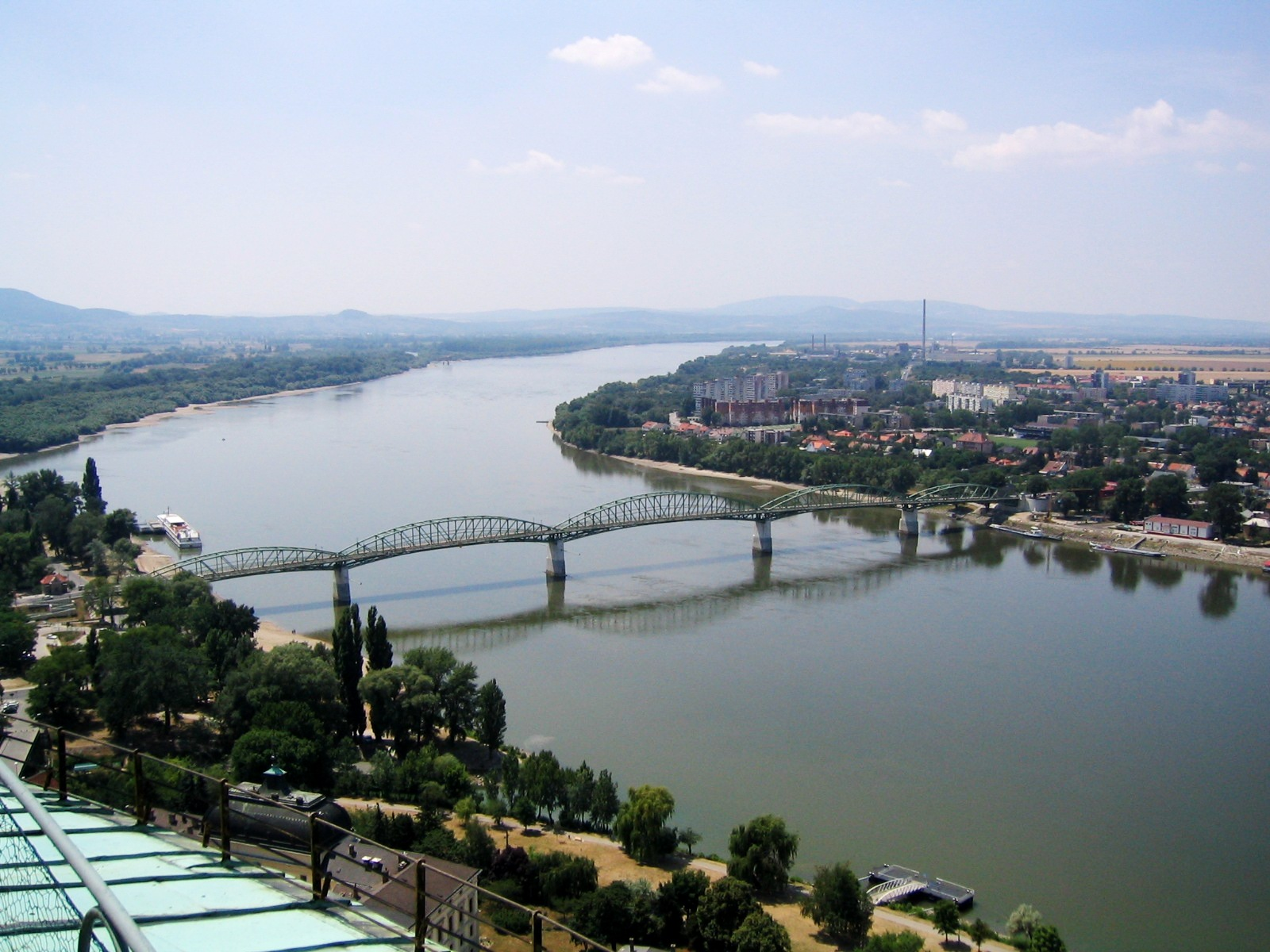
A Mária Valéria híd
Újkőkori leletek Párkány területéről
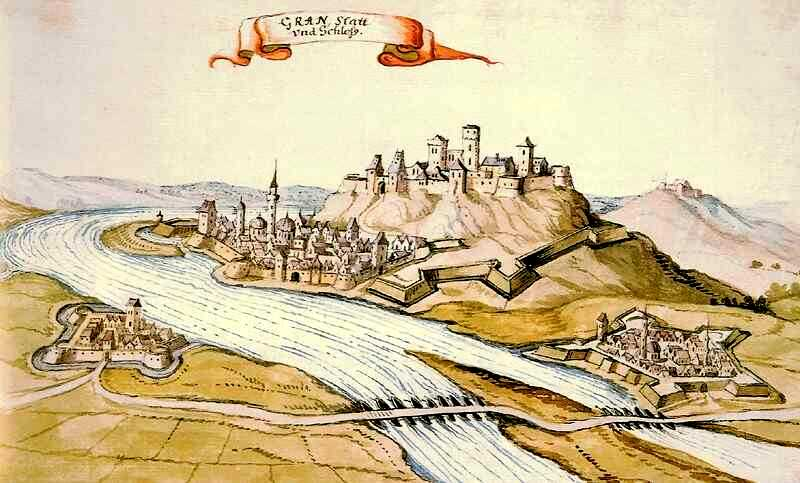
Párkány és Esztergom, 1664
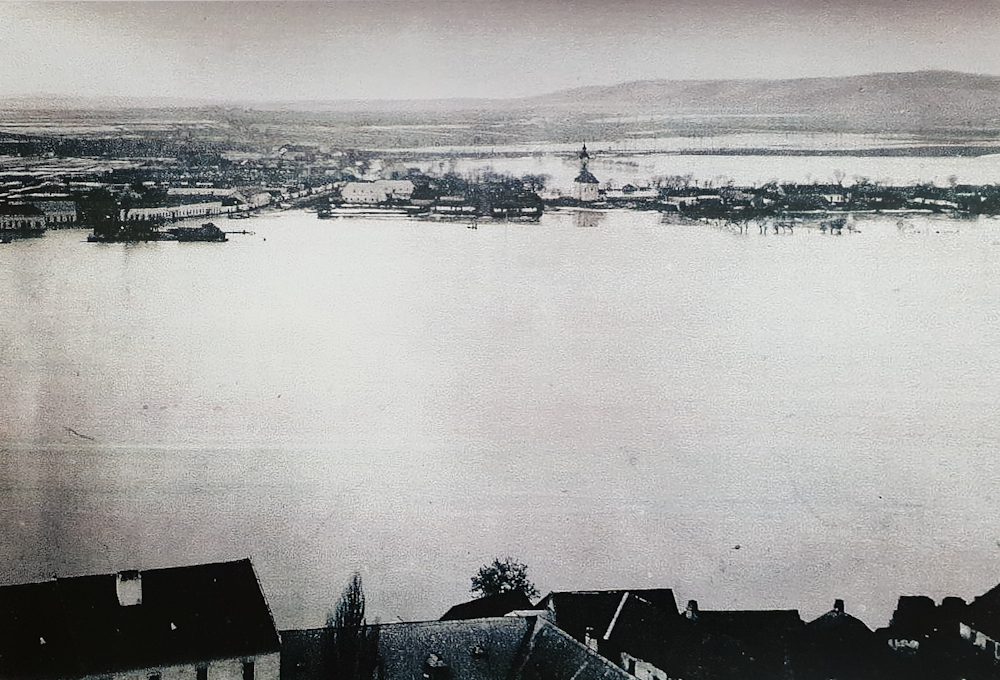
Az elöntött Párkány az 1876-os dunai árvíz idején
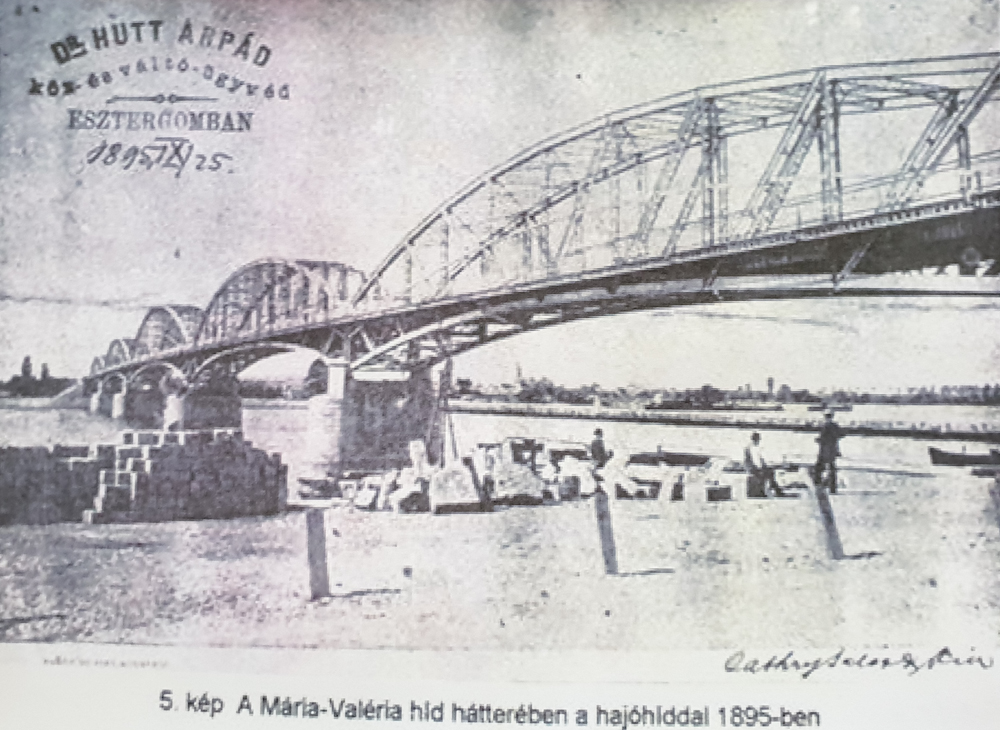
Az újonnan épült híd Esztergom felől 1895-ben, mögötte a még álló hajóhíd